# Vương quốc Lưu Cầu
Vương quốc Lưu Cầu (tiếng Okinawa: 琉球國 Ruuchuu-kuku; tiếng Nhật: 琉球王国 Ryūkyū Ōkoku; giản thể: 琉球国; phồn thể: 琉球國; Hán-Việt: Lưu Cầu quốc; bính âm: Liúqiú Guó) là một vương quốc thống trị phần lớn quần đảo Ryukyu từ thế kỷ 15 đến thế kỷ 19. Các vua Lưu Cầu đã thống nhất đảo Okinawa và mở rộng lãnh địa vương quốc đến quần đảo Amami là một phần của tỉnh Kagoshima ngày nay, và quần đảo Yaeyama gần Đài Loan.

## Lịch sử
Theo ba cuốn sử truyền thống của Lưu Cầu —Chūzan Seikan (中山世鑑 Trung Sơn thế giám), Chūzan Seifu (中山世譜 Trung Sơn thế phả), và Kyūyō (球陽 Cầu Dương)— thì lịch sử Vương quốc Lưu Cầu bắt đầu với Nhà Tenson (天孫王朝 Thiên Tôn Vương triều), kéo dài 17.000 năm. Sử gia ngày nay cho rằng đây là một huyền sử viết vào thế kỷ 16 và 17 để củng cố địa vị chính thống cho triều đại nhà Sho khi phải ganh đua với giới quý tộc bản địa.
Khi nhà Tenson kết thúc thì Vương triều Shunten (舜天王朝 Thuấn Thiên Vương triều) nổi lên kế nghiệp từ năm 1187 đến 1259, truyền được ba đời vua. Theo Chūzan Seikan của Shō Shōken thì người sáng lập triều đại này là con trai của Minamoto no Tametomo, quý tộc người Nhật, cùng huyết thống với Hoàng gia Nhật Bản. Minamoto no Tametomo vốn ở Kyoto, có ý tranh quyền nhưng thất bại, bị đày ra Izu. Tametomo sau trốn đến Lưu Cầu, sinh ra Shunten, người sáng lập ra nhà Shunten. Một số học giả Nhật Bản và Trung Quốc thì cho rằng triều Shunten cũng là hư cấu do các sử gia của nhà Sho tạo nên như một huyền thoại chuyển tiếp từ nhà Tenson sang nhà Sho.
Xét về thực trạng thì chính sử Lưu Cầu bắt đầu vào thế kỷ 14 khi các bộ lạc rải rác trên đảo Okinawa kết hợp thành ba tiểu quốc: Hokuzan (北山 Bắc Sơn), Chūzan (中山 Trung Sơn) và Nanzan (南山 Nam Sơn). Sử gia gọi đó là thời kỳ Sanzan (三山, Tam Sơn). Ba nước đúng ra là ba tập hợp liên kết một số bộ lạc, có tù trưởng cầm đầu. Ba nhóm đánh nhau tranh giành quyền lực, cuối cùng Chuzan chiếm ưu thế, được triều đình Trung Quốc sắc phong vào đầu thế kỷ 15, coi như triều đại chính thống cho dù hai nhóm Nanzan và Hokuzan chưa hẳn bị đánh bại. Quốc chủ Chuzan truyền ngôi cho Hashi. Vào thời nhà Minh năm 1421 Hashi lấy họ "Shō", xưng là vua Shō Hashi (尚巴志 Thượng Ba Chí). Hashi lần lượt triệt hạ Hokuzan năm 1416 và Nanzan năm 1429, thống nhất toàn đảo Okinawa, và lập ra nhà Shō I.
Shō Hashi noi theo lệ cha truyền con nối giống nhà Minh, xây dựng Naha làm thương cảng và đóng đô ở thành Shuri. Đến năm 1469, vua Shō Toku qua đời mà không có con kế vị; một lãnh chúa chư hầu tên là Shō En bèn xưng là con nuôi của Toku rồi lại phao rằng có sắc phong của Trung Hoa nên lên đoạt ngôi. Sử gọi là tiếm vương, lập ra nhà Sho II. Ryūkyū đạt thời kỳ vàng son dưới triều vua thứ nhì Shō Shin, trị vì 1478-1526.

## Trong thương mại châu Á (thế kỷ 15-16)

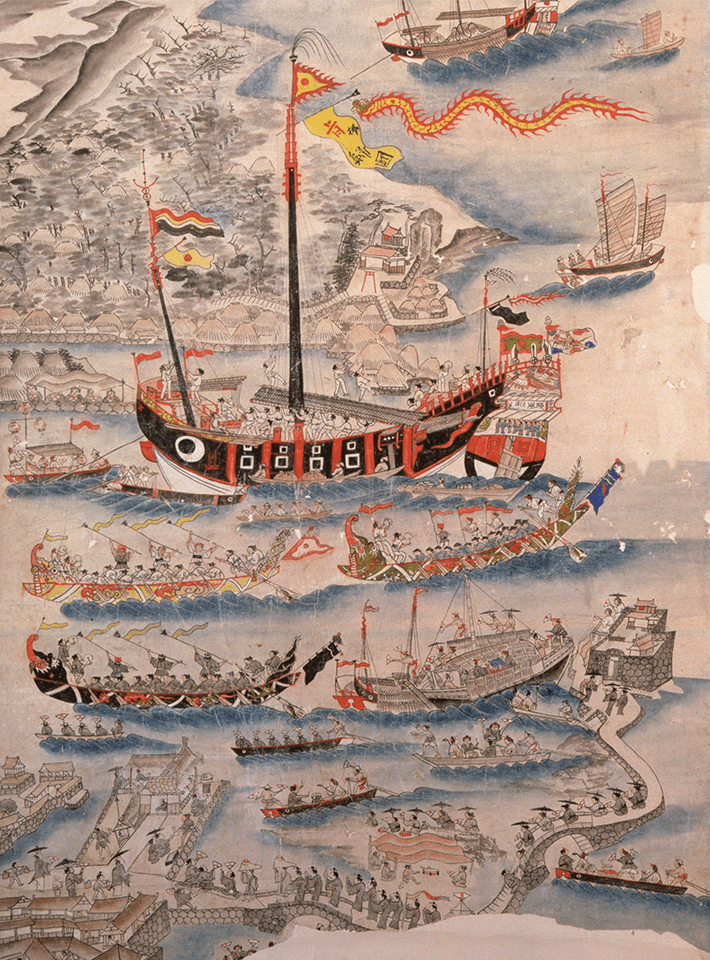
Thuyền Lưu Cầu đi tiến cống Trung Quốc

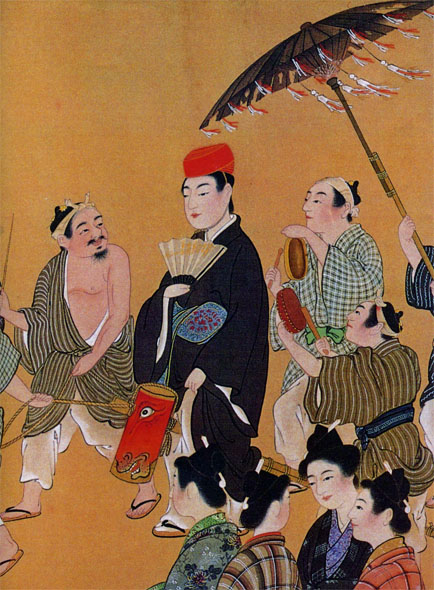
Trang miêu tả phong tục hôn nhân Lưu Cầu

Từ năm 1390, lãnh chúa ở các đảo Miyako và Yaeyama đã lập ra lệ tiến cống vương quốc Chuzan. Lệ này bắt nguồn phần do nhu cầu kinh tế trao đổi hàng hóa, phần do ảnh hưởng chính trị của Chuzan thu hút các lãnh chúa địa phương. Thuyền buôn các xứ Chuzan, Hokuzan và Nanzan sau hoạt động ngày càng rộng lớn, nam xuống đến Đài Loan, Hoa Nam và đến tận Đông Nam Á. Phía bắc thì thuyền buôn Lưu Cầu ra đến các thương cảng Hakata, Sakai của Nhật Bản và Busan của Triều Tiên.
Sau khi Sho Hashi thống nhất Okinawa thì dần thu phục toàn bộ quần đảo Nansei về một mối. Đối ngoại thì vua Lưu Cầu gửi sứ sang triều cống nhà Minh, rồi nhà Thanh. Với diện tích nhỏ hẹp, ít tài nguyên, Lưu Cầu lại có ưu thế địa lý là nằm trên thương lộ từ Đông Bắc Á đến Đông Nam Á khiến xứ này là trung gian giao thương tự nhiên. Tàu bè Nhật Bản, Triều Tiên, Trung Hoa và các nước Đông Nam Á như Xiêm La, Tà Nê, Malacca, Chăm Pa và Java đều buôn bán với Lưu Cầu. Đối với Trung Hoa, Chương Châu và Phúc Châu thuộc Phúc Kiến là hai thương cảng chính cho tàu thuyền Lưu Cầu qua nhiều thế kỷ.
Khi nhà Minh diệt nhà Nguyên, chiếm được Trung Hoa thì họ ngại ảnh hưởng ngoại bang xâm nhập nên ra chính sách cấm hải, hạn chế giao thương. Song do nhu cầu các sản phẩm ngoại quốc, cùng mưu đồ chính trị tạo uy thế, nhà Minh đòi các nước lân bang nếu muốn giao thương với Trung Hoa thì phải chịu lệ triều cống. Lưu Cầu lợi dụng vị thế này, làm nhịp cầu trung gian cho giới con buôn tránh lệnh cấm hải. Đến thế kỷ 14 Lưu Cầu đã biến mình thành một cường quốc thương mại vùng Đông Á. Lưu Cầu là nguồn cung cấp ngựa và lưu huỳnh, bán sang Trung Hoa làm thuốc súng. Tính riêng năm 1383, Trung Hoa mua vào 980 con ngựa từ Lưu Cầu. Trong quan hệ giao thương với Trung Hoa, sau khi chịu cống nạp, Lưu Cầu luôn được nhà Minh ban cho nhiều vật phẩm giá trị, kể cả tàu thuyền đi biển cỡ lớn. Trong thời gian 54 năm (1385 - 1439), nhà Minh cấp cho Lưu Cầu 30 thuyền buôn đi biển. Từ thế kỷ 15 đến 16, Vương quốc Lưu Cầu nắm địa vị trung chuyển thương mại chính ở Đông Á. Các đoàn thương thuyền và sứ thần của Lưu Cầu phần lớn đều khởi hành từ Naha. Đối với các quốc gia ở Đông Nam Á, thuyền buôn của Lưu Cầu thường đem đến các loại hàng như: lưu huỳnh, gốm sứ, lụa, gấm, satin, tiền đồng, sắt, thuốc chữa bệnh của Trung Quốc; kiếm, thương, áo giáp, tranh tường, quạt, đồ sơn mài và đồng, vàng của Nhật Bản... Các thuyền buôn sẽ trở về phương bắc với hồ tiêu, dầu lô hội, sừng tê giác, trầm hương, ngà voi, san hô, thủy ngân, da trăn, da cá sấu, động vật quý hiếm, gỗ đinh hương, gỗ nhuộm vải, nhạc cụ và nhiều sản phẩm thủ công khác của Đông Nam Á và Nam Á. Hương liệu của Đông Nam Á bán ở Trung Quốc và thị trường khu vực Đông Bắc Á cũng thu được lãi lớn, có khi đến 1.500 lần. Theo Minh sử, Lưu Cầu đã cử 171 thuyền buôn sang Trung Quốc, 89 thuyền đến An Nam, 37 thuyền đến Java và 19 thuyền tới Nhật Bản. Nếu thông tin trên là xác thực thì số thuyền của vương quốc Lưu đến An Nam chỉ đứng sau so với Trung Quốc. Trong số các quốc gia Đông Nam Á, Xiêm được coi là điểm trung điểm hướng tới của các thương thuyền Lưu Cầu. Trong số 48 chuyến đi đến Đông Nam Á trong khoảng thời gian 1425-1564 thì có tới 62 thuyền đã tới Xiêm trong khi đó tổng số thuyền đến vương quốc này trong thời gian 1385 - 1570 có thể lên đến 150 chiếc. Từ năm 1425 -1465, Lưu Cầu đã tặng vua Xiêm tổng cộng 63.500 cân lưu huỳnh. Từ năm 1463 đến 1472, Lưu Cầu đã phái 10 chuyến thuyền đến vương quốc Malacca đồng thời triều đình nước này cũng cử 6 chuyến thuyền đến Lưu Cầu. Ngoài ra, các thuyền buôn Lưu Cầu còn đến các nước trên đảo Java và Sumatra. Năm 1509, Lưu Cầu đã biếu quốc vương An Nam 10.000 cân lưu huỳnh, tức là gấp hơn ba lần mức thông thường vẫn gửi biếu vua Xiêm Hơn thế nữa, qua những đợt khảo cổ học ở Okinawa, các nhà khoa học Nhật Bản đã tìm thấy nhiều mảnh gốm sứ có nguồn gốc từ miền Bắc Việt Nam với niên đại thế kỷ 15 đầu thế kỷ 16. Các thuyền buôn của Lưu Cầu xuống Đông Nam Á đều men theo vùng ven biển của Phúc Kiến, họ có quan hệ mật thiết với các thương nhân Hoa kiều và Ả Rập. Có điều đặc biệt là toàn bộ các hoạt động thương mại của vương quốc Lưu Cầu, ngay cả trong những ngày cực thịnh, cũng đều được đặt dưới sự quản lý trực tiếp của triều đình. Mọi thương thuyền đi ra nước ngoài đều phải có giấy phép do triều trung ương đóng tại thành Shuri cấp. Những thuyền không có giấy phép đều bị coi là thuyền hoạt động bất hợp pháp.
Sau khoảng hai thế kỉ phát triển thịnh vượng về thương mại. Hoạt động ngoại thương của Lưu Cầu vương quốc đã bắt đầu suy thoái do ảnh hưởng từ các yếu tố bên trong cũng như bên ngoài. Sau khi đế quốc Bồ Đào Nha đánh chiếm Malacca vào năm 1511 thì hệ thống thương mại tại Đông Nam Á đã bị xáo trộn nghiêm trọng. Do bị các tàu buôn phương Tây cạnh tranh và dùng vũ lực uy hiếp, hoạt động của thương nhân tại Đông Nam Á đã bị suy giảm nhanh chóng. Để tự vệ, nhiều nước đã hạn chế ngoại thương và ngoại giao với bên ngoài, vì thế vai trò cầu nối giữa Đông Nam Á và Đông Bắc Á của Lưu Cầu không còn duy trì được lợi thế nữa. Từ nửa sau thế kỉ 16, Lưu Cầu chỉ còn giữ quan hệ thương mại ở mức hạn chế với Đông Nam Á và chấm dứt hẳn sau chuyến đi cuối cùng đến Xiêm vào năm 1570. Tuy nhiên, Lưu Cầu vẫn giữ quan hệ với Trung Quốc và Nhật Bản, hai nước có nguồn hàng xuất phong phú. Ngoài ra, vị thế thương mại của Lưu Cầu còn bị ảnh hưởng bởi quyết định mở cửa của nhà Minh vào năm 1569, còn Nhật Bản cũng tự mình cử các đoàn thương thuyền đến Đông Nam Á. Đến những năm 30 của thế kỉ 17, khi Nhật Bản thi hành chính sách Sakoku (tỏa quốc) thì các thương nhân người Hoa đã chiếm lĩnh một phần hoạt động thương mại tại Đông Nam Á và cạnh tranh quyết liệt với phương Tây để chiếm vị thế là cầu nối giữa Đông Nam Á và Đông Bắc Á.

## Nhật Bản xâm lược (1609)
Khoảng năm 1590, Toyotomi Hideyoshi yêu cầu Vương quốc Lưu Cầu trợ giúp cho chiến dịch xâm chiến Triều Tiên (nhập Đường). Nếu thắng lợi, Hideyoshi dự định tiến quân đánh Trung Quốc. Vì Vương quốc Lưu Cầu là chư hầu của nhà Minh, yêu cầu này bị từ chối. Mạc phủ Tokugawa nổi lên sau sự suy sụp của nhà Toyotomi trao quyền cho gia tộc Shimazu — daimyo của phiên Satsuma (ngày nay là tỉnh Kagoshima)—gửi đinh chinh phạt Lưu Cầu. Việc chiếm giữ Lưu Cầu diễn ra khá nhanh, với sự kháng cự vũ trang tối thiểu. Sau khi tràn vào kinh thành Shuri, quân Nhật đã cướp đi hầu hết những di sản văn hoá quý báu của Lưu Cầu trong đó có nhiều tác phẩm độc đáo của văn hoá châu Á vốn được lưu giữ tại vương quốc qua nhiều thế kỷ. Trước khi rút quân của đảo, quân Satsuma đã bắt quốc vương Shō Nei cùng hơn 100 triều thần, án ti của Lưu Cầu đưa về Kagoshima. Đến năm 1610, quốc vương lại bị đưa đến Edo để diện kiến Tướng Quân Tokugawa Hidetada. Sau đó, quốc vương Lưu Cầu đã bị buộc phải tuyên thệ ba điều, trong đó có đoạn "các đảo Lưu Cầu đã phụ thuộc vào chính quyền phong kiến Satsuma" và hứa sẽ mãi trung thành với Satsuma; các triều thần và án ti của Lưu Cầu bị bắt cũng phải hứa làm theo lời tuyên thệ này. Satsuma cũng đặt ra 15 quy định, trong đó có điều khoản "không cho phép một thương nhân Lưu Cầu nào thực hiện các quan hệ buôn bán mà không có chấp thuận bằng văn bản của Satsuma". Mùa thu năm 1611, quốc vương Sho Nei cùng các triều thần và án ti được trở về Lưu Cầu tiếp tục cai quản. Trong thời gian 3 năm đó quốc vương bị bắt, Satsuma đã thiết lập một chính quyền quân sự tạm thời để cai quản Lưu Cầu, Satsuma cũng phái các phụng hành và viên chức đến Lưu Cầu để tiến hành thống kê các lĩnh vực kinh tế, xã hội và chính trị của vương quốc để làm cơ sở đưa ra các biện pháp quản chế thích hợp. Tuy nhiên, Satsuma đã sáp nhập các hòn đảo thuộc quần đảo Amami vào khu vực thuộc chủ quyền của Nhật Bản.

## Hậu chiến

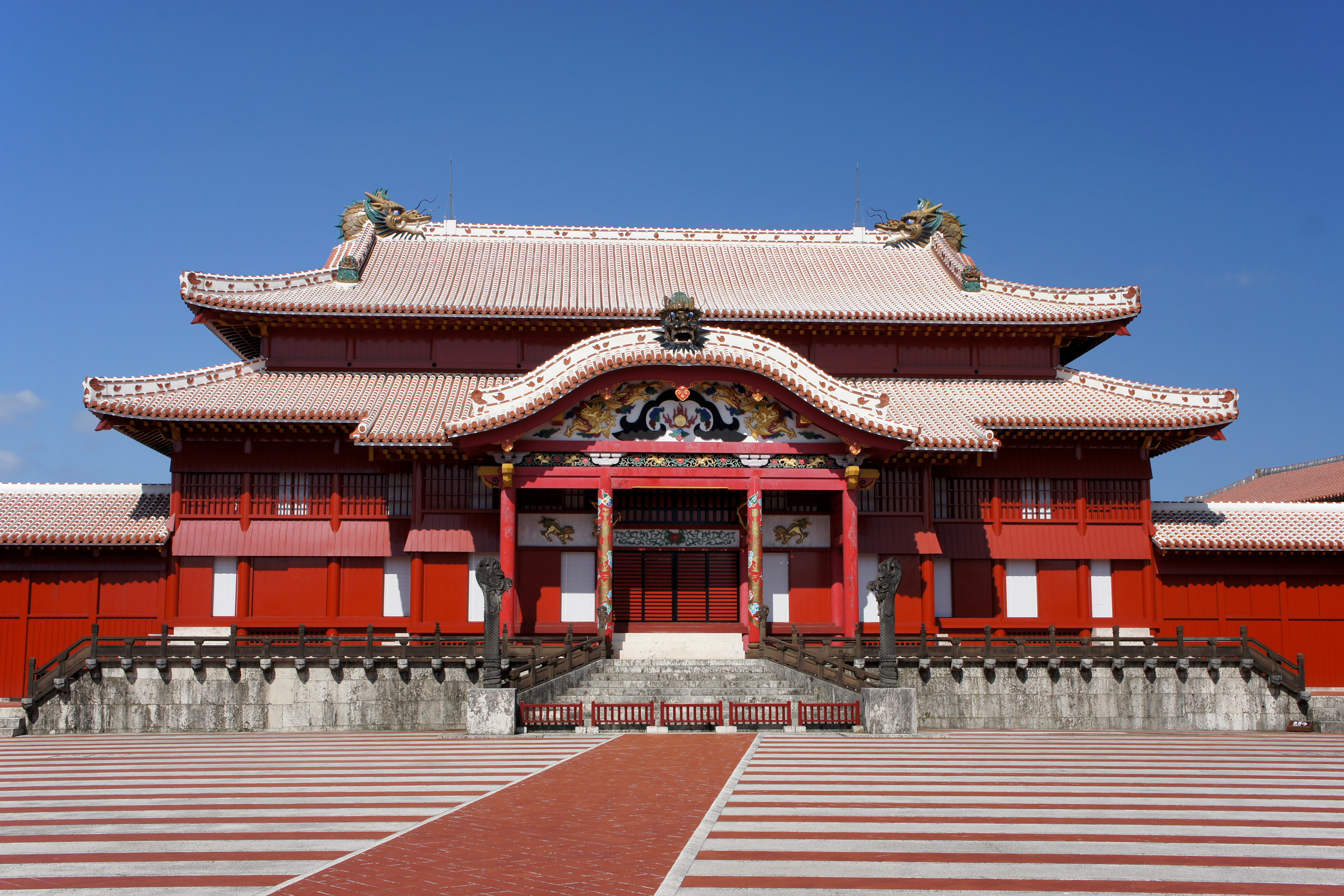
Chính điện của thành Shuri

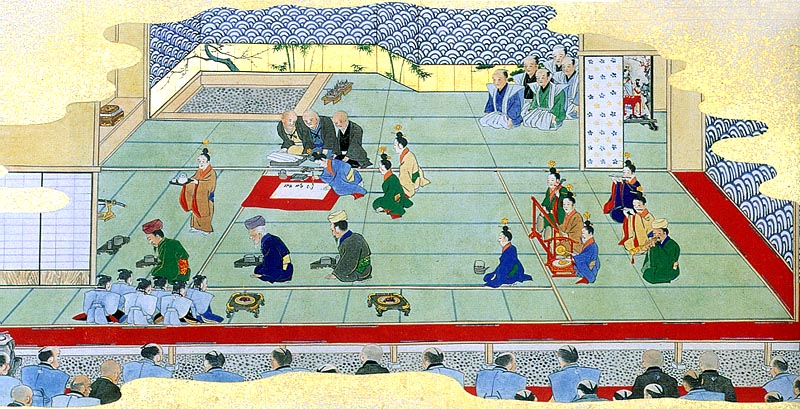
Âm nhạc cung đình Lưu Cầu

Sau khi trở về được tiếp tục cai trị, quốc vương và giới án ti Lưu Cầu vẫn giữ được phần nào sự uy nghiêm trong quá khứ, tuy nhiên sự tôn kính dành cho quốc vương của thần dân Lưu Cầu đã suy giảm. Sau năm 1612, mặc dù bộ máy hành chính của Lưu Cầu vẫn tiếp tục được hoàn thiện để đáp ứng những nhu cầu quản lý mới nhưng thiết chế chính trị đó cũng ngày càng bị quan liêu hoá, giới quan lại và trí thức đắm chìm trong tư tưởng Nho giáo. Từ năm 1620, do phải chú ý đến quan hệ với Trung Quốc nên Nhật Bản đã từng bước nới lỏng kiểm soát đối với Lưu Cầu thay vì áp đặt một hệ thống cai trị chặt chẽ kiểu Nhật như dự tính ban đầu. Mạc phủ Tokugawa trao cho phiên Satsuma được quyền thu cống phẩm và đại diện cho mình quản lý Lưu Cầu song cũng nhiều biện pháp để giám sát.
Lưu Cầu luôn cần sự chấp thuận từ Nhật Bản trong các vấn đề kinh tế và chính trị quan trọng, song bên cạnh đó, họ vẫn duy trì mối quan hệ với Trung Quốc và chấp thuận tấn phong từ triều đình ở Bắc Kinh. Triều đình Lưu Cầu cũng muốn dùng mối quan hệ truyền thống với Trung Quốc để làm đối trọng với Nhật Bản. Sau năm 1612, Lưu Cầu thực hiện chế độ cống nạp cho cả Trung Quốc và Nhật Bản thông qua daimyo Shimazu của phiên Satsuma. Vì nhà Minh cấm buôn bán với Nhật Bản, phiên Satsuma, với sự cho phép của Mạc phủ Tokugawa, sử dụng quan hệ thương mại của vương quốc này để duy trì quan hệ buôn bán với Trung Quốc. Lưu ý rằng Nhật Bản trước đó đã đóng cửa với phần lớn các nước châu Âu, trừ Hà Lan, những quan hệ buôn bán như thế là đặc biệt quan trọng với cả Mạc phủ Tokugawa và phiên Satsuma, người sau này sẽ sử dụng quyền lực và ảnh hưởng của mình, theo cách đó, giúp lật đổ Mạc phủ trong thập kỷ 1860.
Vua Lưu Cầu là chư hầu của Daimyō Satsuma, nhưng đất đai của ông không được tính là một phần của bất kỳ một han (phiên) nào: cho đến khi chính thức sáp nhập quần đảo này và giải thể vương quốc năm 1879, Lưu Cầu thật sự không được coi là một phần của Nhật Bản, và người Lưu Cầu không được coi là người Nhật Bản. Mặc dù về mặt lý thuyết là dưới quyền kiểm soát của Satsuma, Lưu Cầu có mức độ tự trị cao, để phục vụ tốt nhất lợi ích cho daimyo Satsuma và Mạc phủ, trong thương mại với Trung Quốc. Lưu Cầu là một nhà nước triều cống cho Trung Quốc, và vì Nhật Bản không có quan hệ ngoại giao chính thức với Trung Quốc, về cơ bản Bắc Kinh không nhận ra rằng Lưu Cầu bị Nhật Bản kiểm soát và nếu có, họ sẽ chấm dứt buôn bán. Do đó, Satsuma và Mạc phủ bắt buộc phải buông bỏ theo nghĩa rằng không chính thức hay bằng vũ lực chiếm giữ Lưu Cầu hay kiểm soát các chính sách và luật pháp ở đây. Tình thế này làm lợi cho cả ba bên liên quan: triều đình Lưu Cầu, daimyo Satsuma và Mạc phủ, biến Lưu Cầu thành một rất quốc gia đặc biệt. Người Nhật bị cấm đến thăm Lưu Cầu mà không được phép của Tướng Quân, và người Lưu Cầu bị cấm lấy tên, mặc trang phục hay áp dụng các phong tục Nhật Bản. Họ thậm chí còn cấm thể hiện rằng mình biết tiếng Nhật khi đến Edo; gia tộc Shimazu, daimyo của Satsuma, gây dựng được thanh thế lớn khi khi phiên duy nhất có một vị quốc vương và cả vương quốc làm chư hầu, Satsuma thu lợi lớn từ sự đặc biệt của Lưu Cầu, họ còn nói thêm rằng đây là một vương quốc hoàn toàn biệt lập.
Là một nước "chư hầu", song về mặt ngoại giao, Lưu Cầu vẫn được Nhật Bản đối xử ngang hàng với Triều Tiên hay Xiêm. Năm 1670, khi đoàn triều cống của Lưu Cầu đến Trung Quốc triều cống bị hải tặc ở Đài Loan tấn công, Nhật Bản đã yêu cầu Hà Lan giúp đỡ. Trong đó, phía Nhật Bản giải thích rằng tuy Lưu Cầu không phải là một bộ phận lãnh thổ Nhật Bản song là một nước thần thuộc.
Trong quan hệ với Trung Quốc, vì là nước "đồng văn" và là một cường quốc thương mại nên Lưu Cầu luôn giành được thứ bậc cao trong ngoại giao chính thức. Đoàn sứ thần Lưu Cầu xếp thứ tư sau Triều Tiên, Việt Nam và Nhật Bản khi thực hiện nghi lễ ngoại giao tại triều đình nhà Minh. Tuy nhiên, dưới thời nhà Thanh, sứ thần Lưu Cầu đã được xếp ở vị trí thứ hai, chỉ sau sứ thần Triều Tiên. Khi quốc vương Lưu Cầu lên ngôi, nhà Minh và nhà Thanh luôn cử người sang tấn phong. Để tỏ rõ uy thế, các đoàn phái bộ Trung Quốc thường có từ 300 đến 800 người và có thể lưu lại kinh thành Shuri từ 4 tháng đến 9 tháng. Trong thời gian lưu lại Lưu Cầu, một số thành viên phái đoàn Trung Quốc đã tham gia tích cực vào các hoạt động văn hóa và chính trị của vương quốc. Sau khi Lưu Cầu bị Nhật Bản xâm lược, đề đề phòng, nhà Minh chỉ cho Lưu Cầu 10 năm sang triều cống một lần, song về sau đã giảm xuống 5 năm rồi 2 năm. Tuy nhiên các đoàn ngoại giao đơn thuần của Lưu Cầu cũng thường xuyên đến Bắc Kinh để tham dự các sự kiện trọng đại.
Đến thế kỉ 18, Satsuma đã bắt Lưu Cầu phải thu lượm về các thông tin về tình hình Trung Quốc để báo lại với Mạc phủ. Trong bối cảnh đó, Lưu Cầu nhận thức được thế cục chính trị giữa các nước lớn và luôn thận trọng trong các bước đi. Lưu Cầu đã giữ được thế trung lập cùng sự độc lập tương đối nhờ áp dụng thế cờ nước đôi giữa hai cường quốc. Lúc này, lực lượng phản Thanh phục Minh ở Đông Nam Trung Quốc cũng xem các thương nhân Lưu Cầu là những kẻ đối địch. Sau khi nhà Thanh thay thế nhà Minh tại Trung Quốc, do bất mãn nên cộng đồng Hoa kiều di cư đến thứ hàng thế kỉ trước tại Lưu Cầu từ chỗ là một khối cư dân riêng biệt đã thực sự hòa nhập với đất nước sở tại. Satsuma cũng yêu cầu Lưu Cầu phải phát huy tiềm năng tri thức và tài buôn bán cũng như liên hệ với Trung Quốc của cộng đồng Hoa kiều này. Lưu Cầu cũng từng cử 97 lưu học sinh chính thức đến Trung Quốc, trong đó 78 người đã trở về, đối tượng cử đi là con cái của án ti, triều thần cấp cao và của Hoa kiều. Các lưu học sinh Lưu Cầu được cử sang Trung Quốc đều học tập có kết quả tốt và đã có những đóng góp tích cực cho sự phát triển văn hoá, giáo dục của vương quốc 
Khi Phó đề đốc Hải quân Hoa Kỳ Matthew Calbraith Perry đến Nhật Bản để ép nước Nhật mở cửa giao thương với Mỹ vào thập kỷ 1850, ông ban đầu dừng chân ở Lưu Cầu, như nhiều thủy thủ phương Tây đã làm trước đó, và ép Vương quốc Lưu Cầu ký hiệp ước bất bình đẳng mở cửa Lưu Cầu cho thương mại Mỹ. Từ đây, ông tiếp tục đến Edo.

## Giải thể

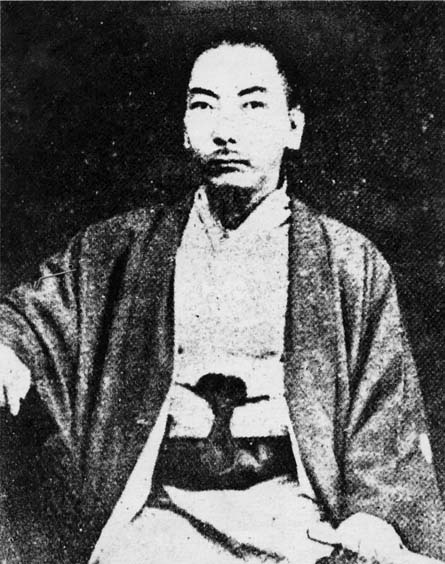
Sho Tai (1843-1901), quốc vương cuối cùng của Lưu Cầu

Sau cuộc Minh Trị Duy Tân, Chính quyền Minh Trị Nhật Bản giải thể Vương quốc Lưu Cầu, chính thức sáp nhập quần đảo này vào Nhật Bản thành tỉnh Okinawa năm 1879. Các sứ giả của nhà vua Lưu Cầu đã phủ phục suốt ba ngày bên ngoài dinh tể tướng ở Bắc Kinh để nài xin cứu giúp, nhưng khi ấy nhà Thanh đã suy yếu bởi các cuộc xâm lăng của liên quân tám nước phương Tây và cả đế quốc Nhật Bản; do đó lời khẩn cầu gửi quân cứu giúp đã bị khước từ. Dù vậy, Trung Hoa phản đối về mặt ngoại giao và cựu Tổng thống Hoa Kỳ Ulysses S. Grant được yêu cầu đứng ra phân xử. Grant cho rằng quyền sáp nhập quần đảo của Nhật Bản là hợp lẽ và đưa ra phán quyết thuận lợi cho Nhật mà không quan tâm đến quyền tự chủ của người dân Lưu Cầu. Khi tiến hành sáp nhập, quân đội Nhật ra tay ám sát những chính trị gia Lưu Cầu chống đối. Nhóm đảo Amami-Ōshima đã được sáp nhập vào phiên Satsuma từ trước, nay trở thành một phần của tỉnh Kagoshima. Vua Shō Tai, vị vua cuối cùng của Lưu Cầu, được chuyển đến Tokyo và được phong làm Hầu tước (xem Kazoku), cũng như nhiều quý tộc người Nhật khác, và qua đời ở đó năm 1901. Trẻ em Lưu Cầu bị bắt buộc hấp thụ nền giáo dục Nhật với các giáo trình về Nhật ngữ, văn hoá và bản sắc Nhật, cùng lúc người dân bị nghiêm cấm sử dụng ngôn ngữ bản địa. Tuy nhiên, nhiều vấn đề phát sinh từ lịch sử vẫn chưa hề được giải quyết cho đến tận thời hiện tại. Có nhiều người Ryūkyū và người Nhật cảm thấy người Ryūkyū không phải là người Nhật "chính hiệu". Một số cư dân Ryūkyū cho rằng chính quyền trung ương đã kỳ thị dân bản địa bằng cách cho phép quân đội Mỹ đến lập căn cứ tại Okinawa trong khi hạn chế tối đa sự hiện diện của binh sĩ Mỹ trên 4 hòn đảo chính của Nhật.

## Các sự kiện chính
- 1372 Sứ thần đầu tiên của nhà Minh đến Okinawa, vốn đã bị chia thành 3 vương quốc, dưới thời kỳ Sanzan. Quan hệ triều cống chính thức với Đế quốc Trung Hoa bắt đầu.
- 1419 Chūzan, do Shō Hashi lãnh đạo, chiếm Nakijin gusuku, kinh đô của Hokuzan.
- 1429 Chūzan chiếm Shimajiri Osato gusuku, kinh đô của Nanzan, thống nhất đảo Okinawa. Shō Hashi lập ra Vương quốc Ryūkyū, đăng cơ và đóng đô ở Shuri (giờ là một phần của Naha).
- 1470 Shō En (Kanemaru) lập ra triều Sho thứ hai.
- 1477 Vị quốc vương thứ ba, Shō Shin, lên ngôi. Thời kỳ vàng son của vương quốc.
- 1609 (5 tháng 4) daimyo của phiên Satsuma ở phía Nam Kyūshū xâm lược vương quốc. Quốc vương Lưu Cầu trở thành chư hầu của Nhật Bản.
- 1624 Daimyo Satsuma sáp nhập quần đảo Amami.
- 1846 Bác sĩ Bernard Jean Bettleheim (qua đời năm 1870), một nhà truyền đạo Tin Lành người Anh, đến Vương quốc Lưu Cầu. Ông thành lập bệnh viện nước ngoài đầu tiên trên đảo ở đền Nami-no-ue.
- 1853 Phó đề đốc Matthew Perry của Hải quân Hoa Kỳ đến thăm vương quốc. Bettleheim rời đi với Perry.
- 1866 Sứ đoàn chính thức cuối cùng từ nhà Thanh đến vương quốc.
- 1874 Đoàn triều cống cuối cùng tới Trung Quốc, khởi hành từ Naha.
- 1879 Nhật Bản thay thế phiên Ryūkyū bằng tỉnh Okinawa, chính thức sáp nhập quần đảo này. Vua Shō Tai (尚泰 Thượng Thái?) và được nhận tước Phiên Vương (藩王 Han'ō?) và được chuyển đến Tokyo.

## Hình ảnh

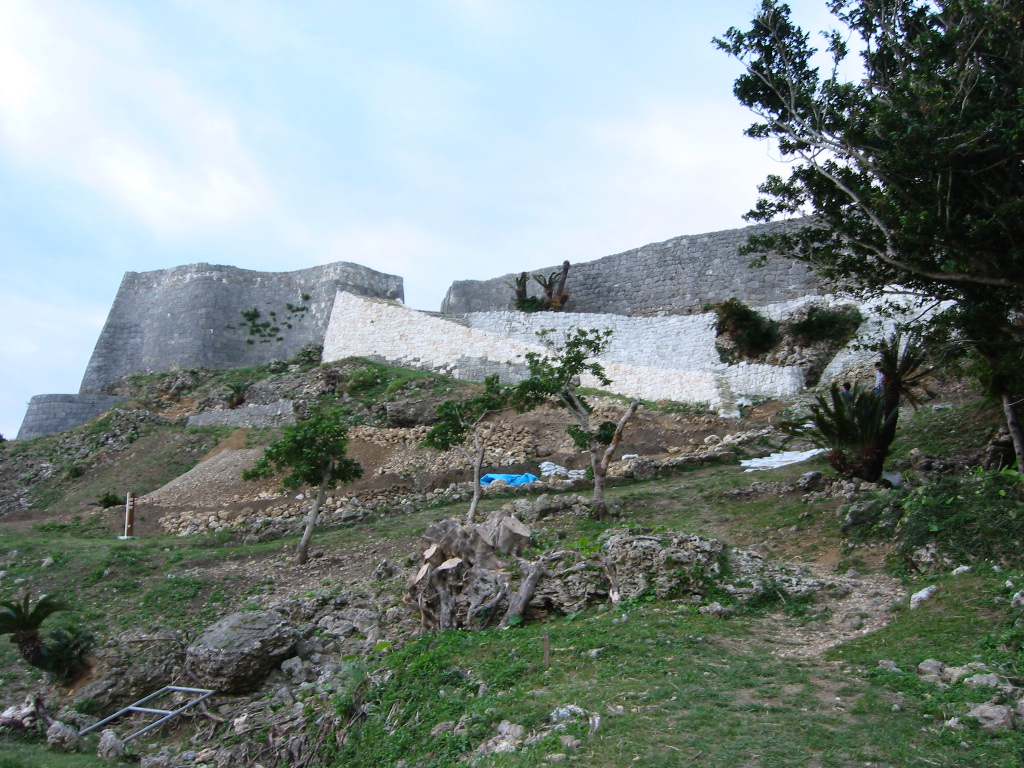
Dấu tích thành Katsuren trên bán đảo Katsuren, phía Đông Đảo Okinawa
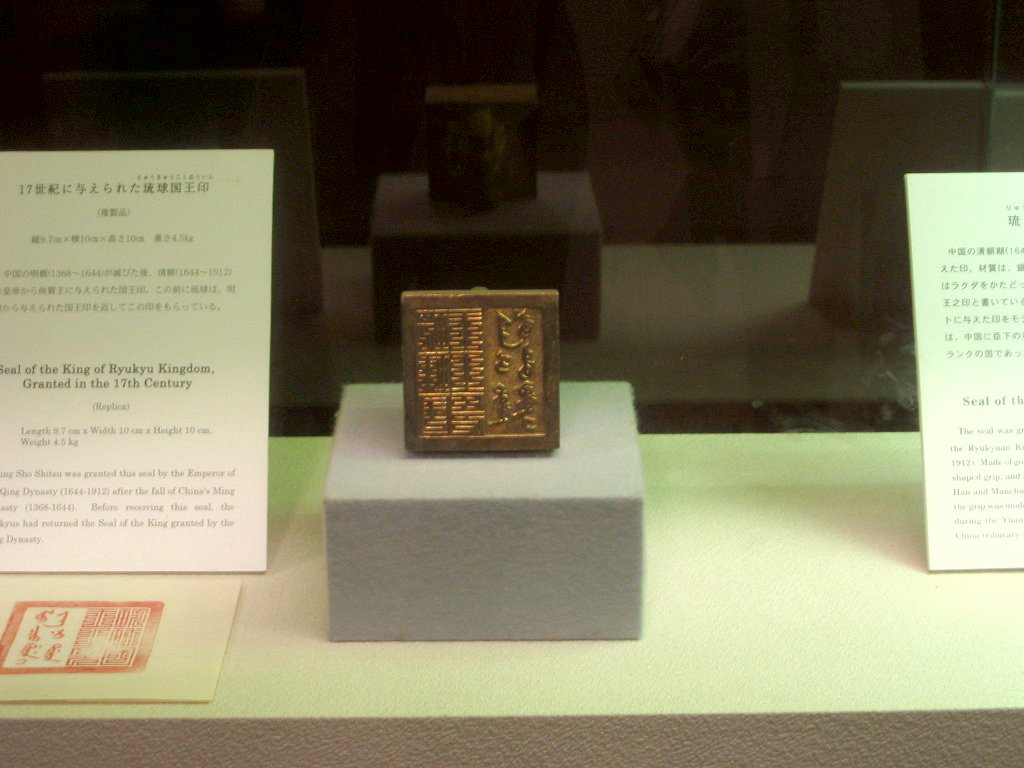
Triện của quốc vương Ryukyu được trưng bày tại Di tích thành Shuri
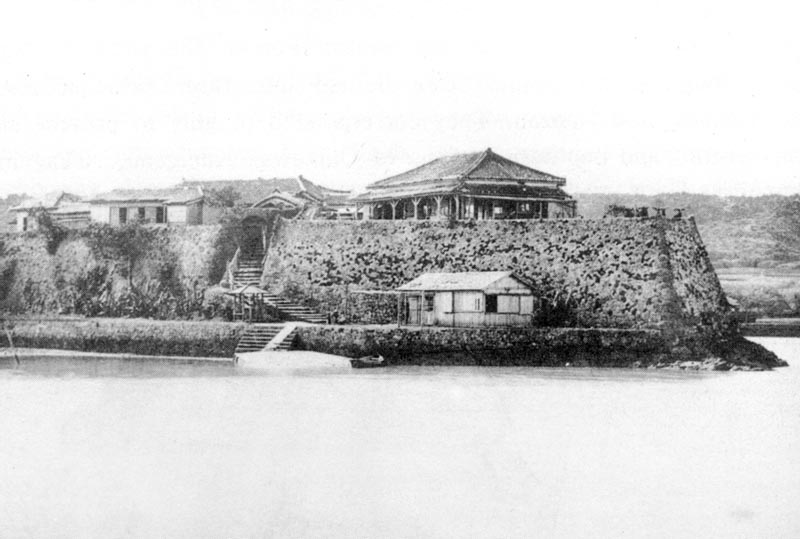
Ryūkyū năm 1879
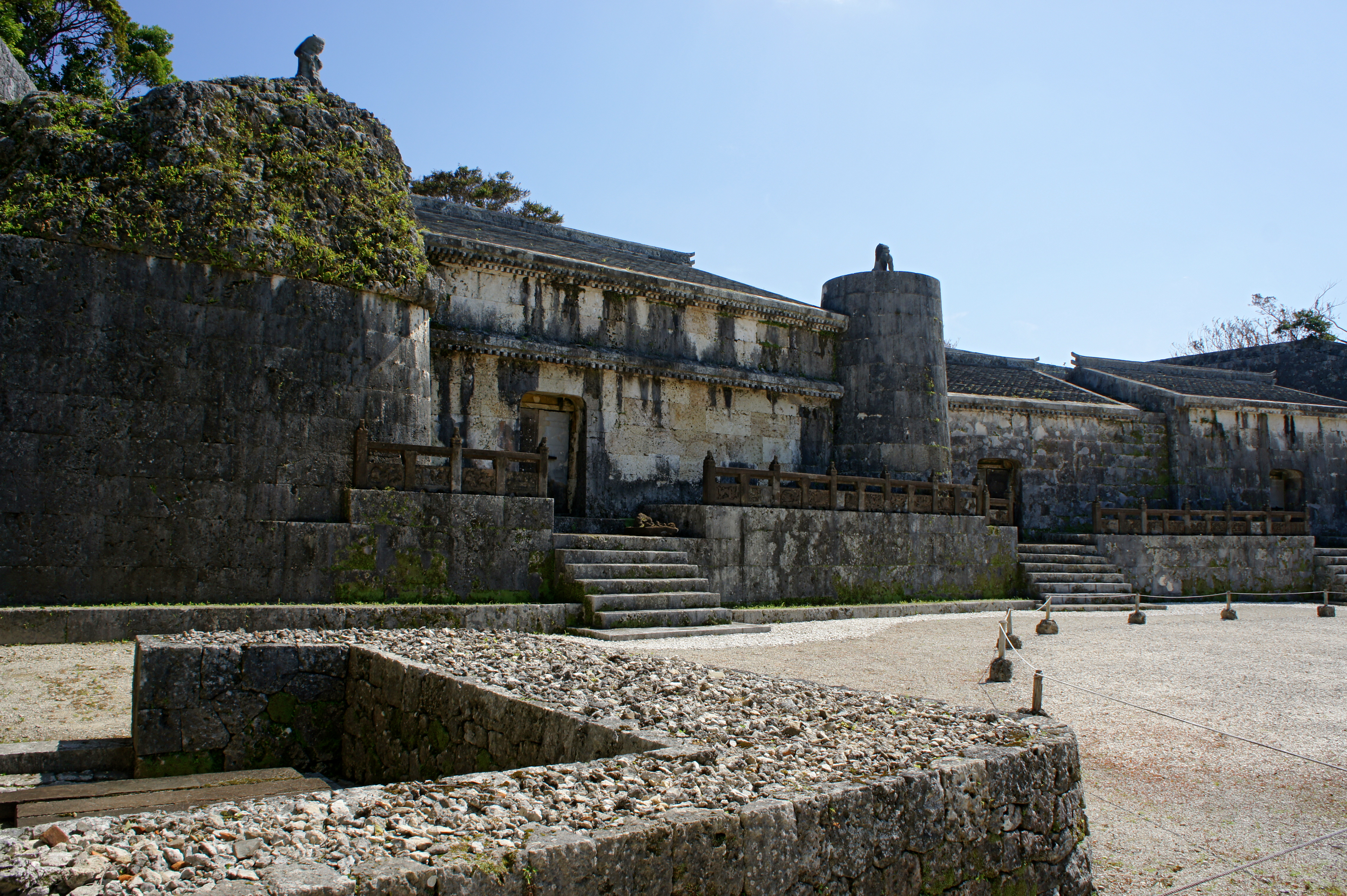
Lăng Tamaudun
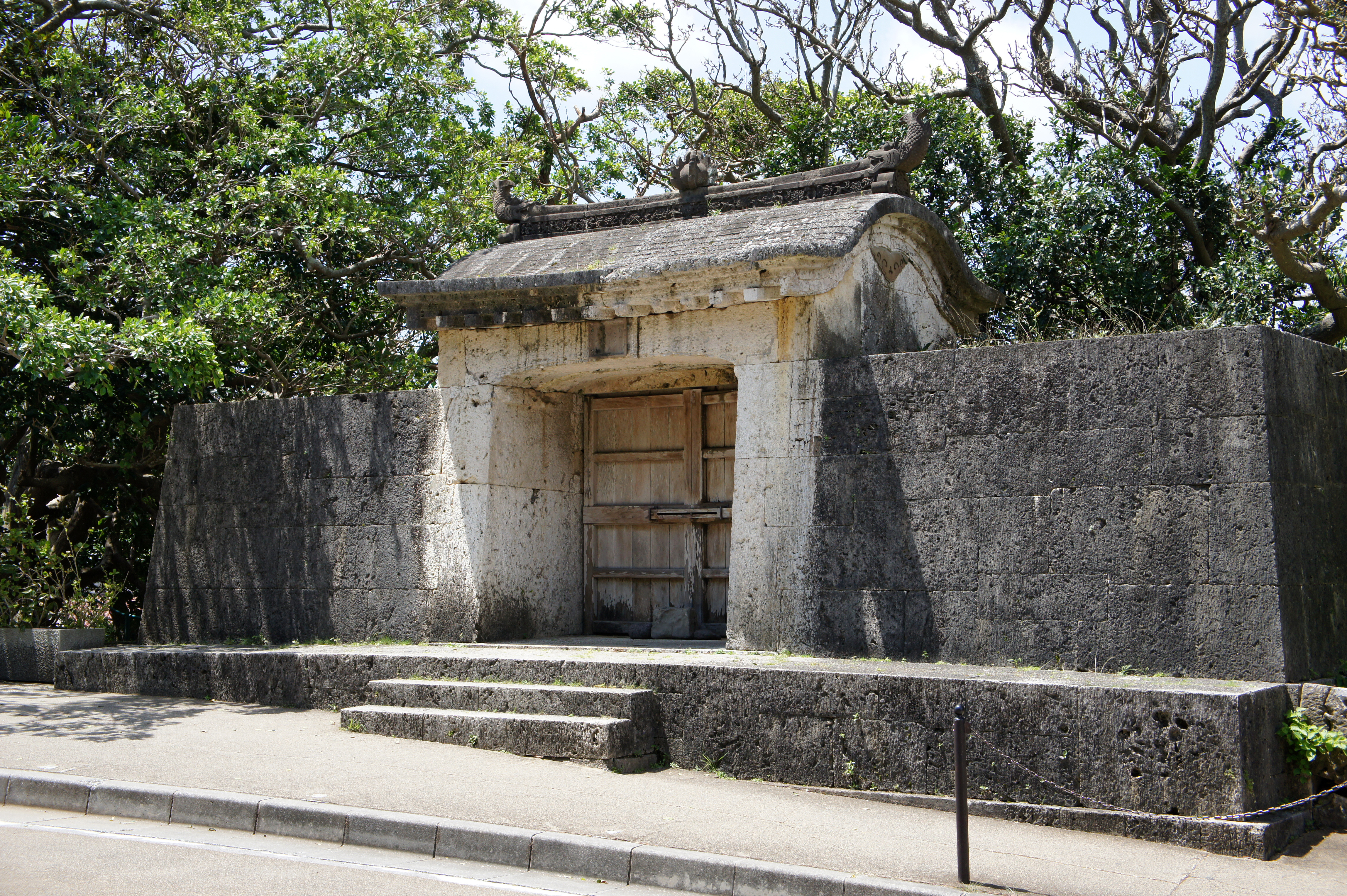
Cổng đá Sonohyan-utaki
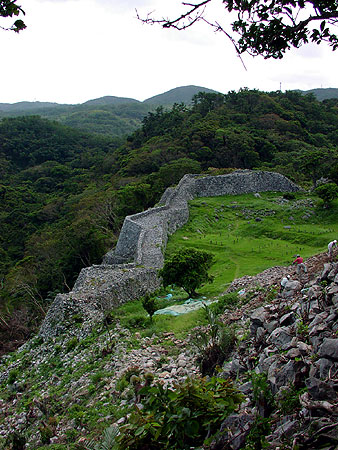
Di tích thành Nakijin
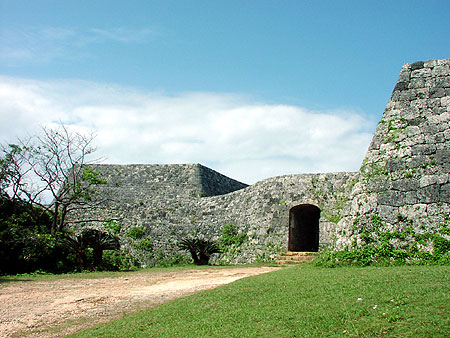
Di tích thành Zakimi
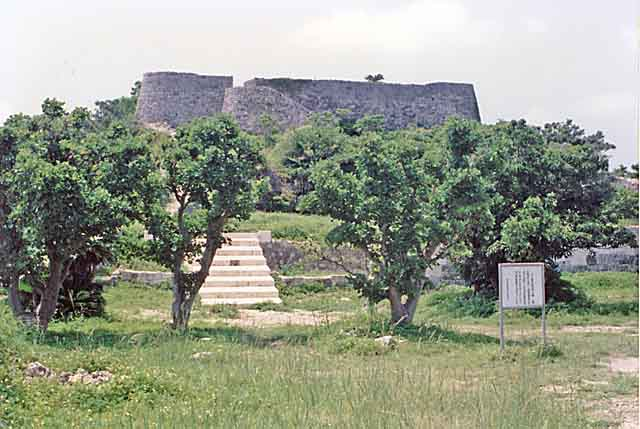
Di tích thành Katsuren
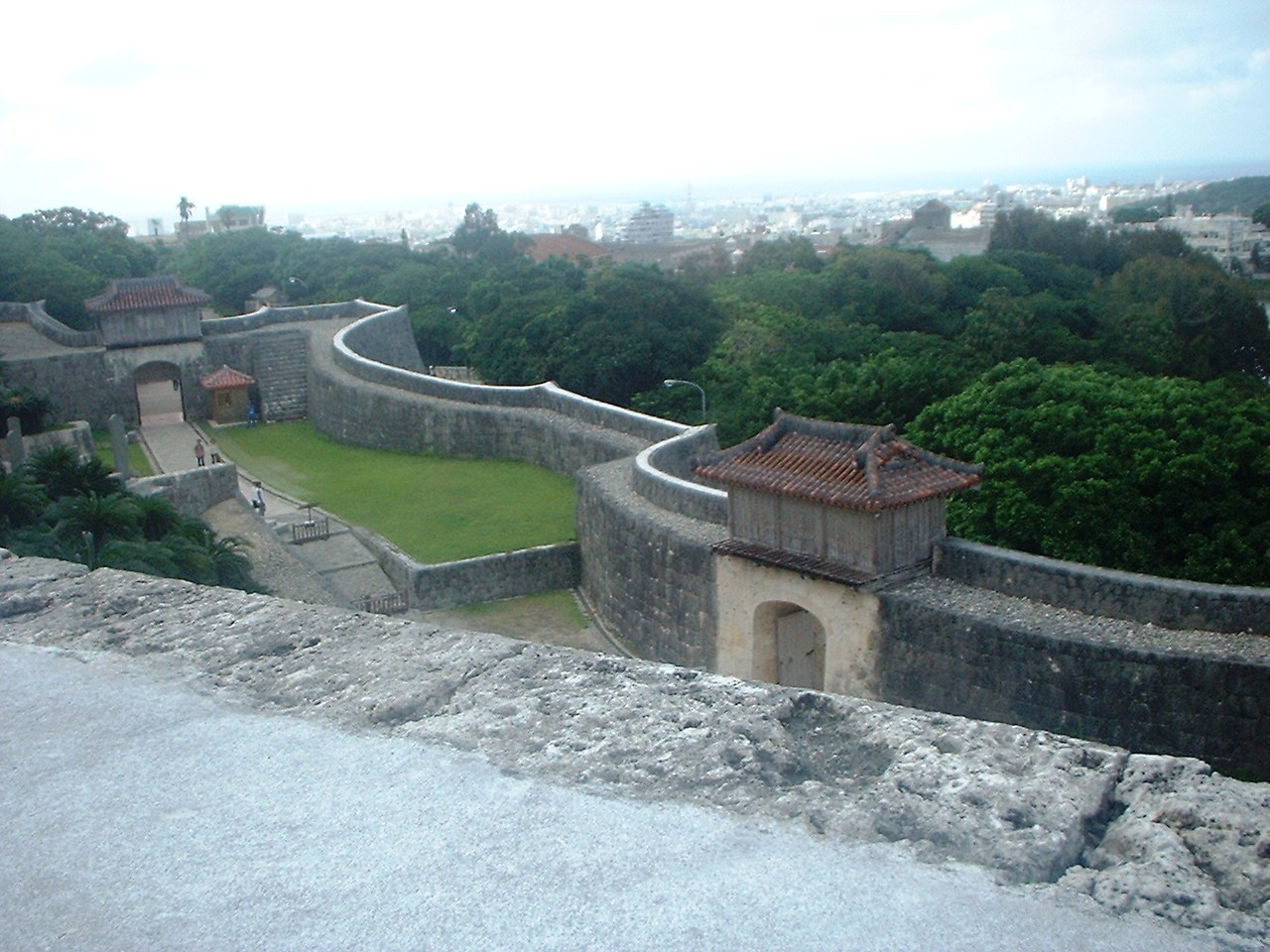
Di tích thành Shuri
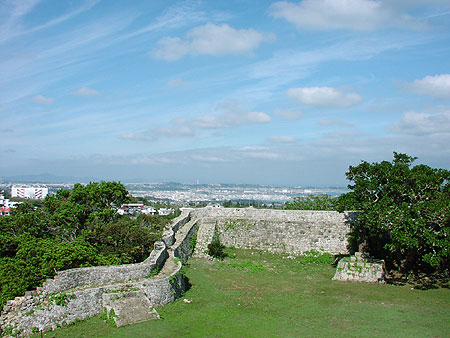
Di tích thành Nakagusuku
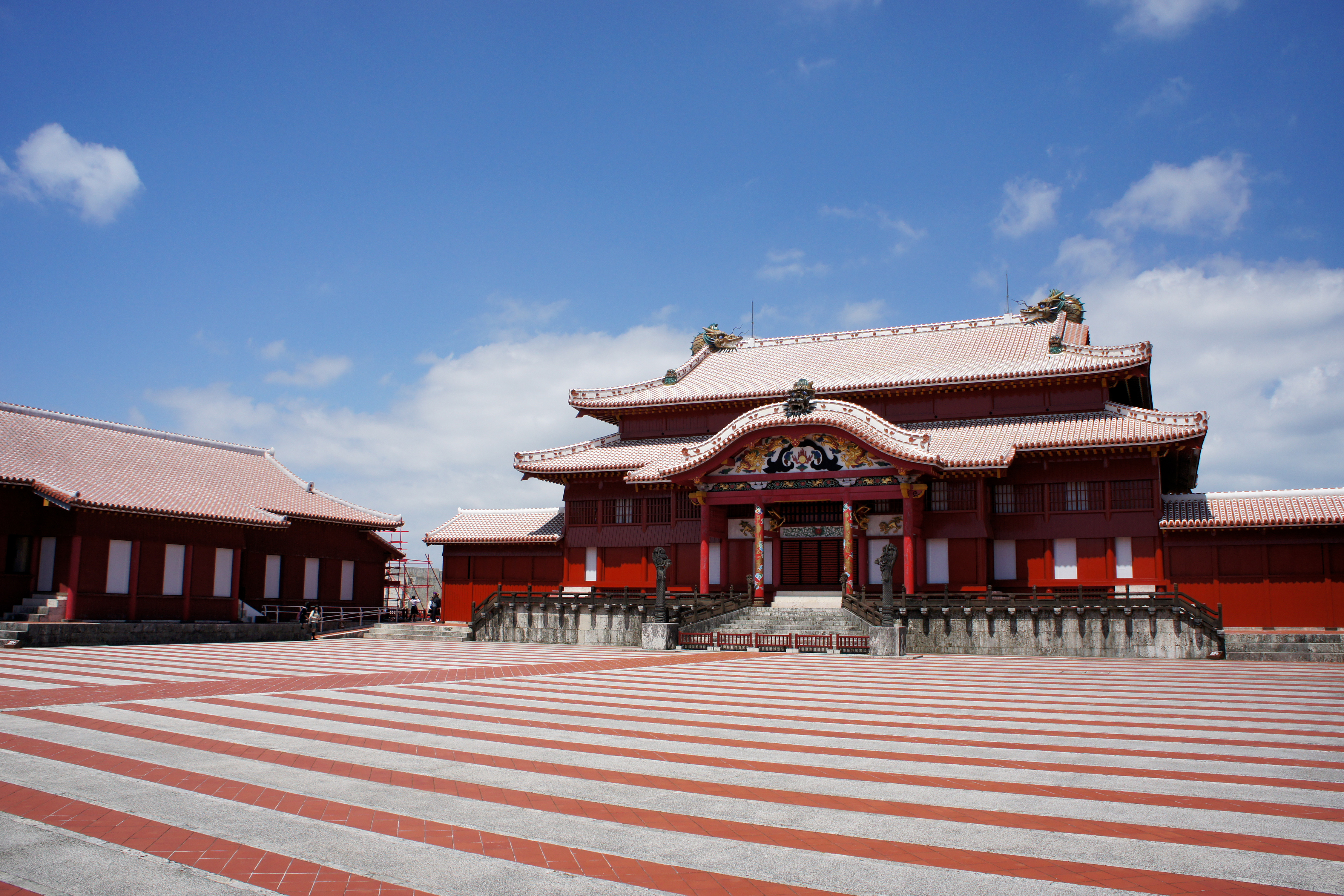
Chính điện của thành Shuri
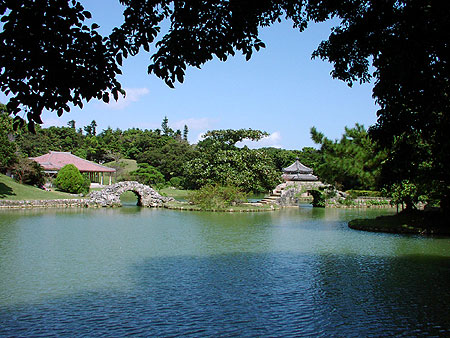
Shikina-en
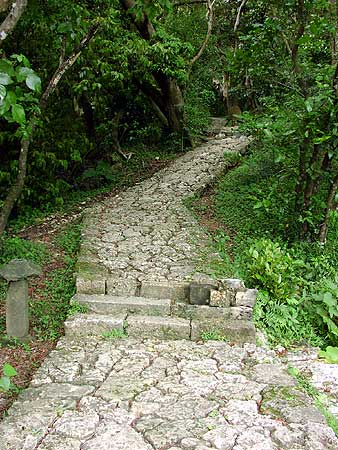
Di tích Sefa-utaki